# بازاریابی خدمات
بازاریابی خدمات (به انگلیسی: service marketing) شاخه‌ای تخصصی از بازاریابی است که به عنوان یک رشته مطالعاتی از اوایل دهه ۸۰ میلادی ظاهر شد و به این مفهوم می‌پردازد که بازاریابی خدمات شخصیتی متفاوت از بازاریابی کالاهای فیزیکی دارد.
بازاریابی خدمات معمولاً شامل خدمات بنگاه-مصرف‌کننده (B2C) و بنگاه-بنگاه (B2B) می‌شود و شامل بازاریابی مواردی چون خدمات ارتباطی، خدمات مالی، انواع خدمات هتلداری، توریسم، تفریحات، خدمات سرگرمی، کرایه ماشین، خدمات درمانی، خدمات تخصصی و خدمات تجاری است. بازاریابان خدمات معمولاً از آمیخته بازاریابی (marketing mix) توسعه یافته که شامل هفت مورد است (seven Ps) استفاده می‌کنند.
1. محصول (به انگلیسی: product)
2. قیمت (به انگلیسی: price)
3. مکان (به انگلیسی: place)
4. مشوق (به انگلیسی: promotion)
5. مردم (به انگلیسی: people)
6. شواهد فیزیکی (به انگلیسی: physical evidence)
7. فرایند (به انگلیسی: process)